# Suma Gaussa
Sumy Gaussa – sumy pewnych pierwiastków z jedynki odgrywające dużą rolę w teorii liczb. Ich najważniejsze własności zostały udowodnione przez Carla Friedricha Gaussa, który wykorzystał je w jednym z dowodów prawa wzajemności reszt kwadratowych.

## Definicja
Niech {\displaystyle p} będzie liczbą pierwszą, zaś {\displaystyle a} liczbą całkowitą. Wówczas suma Gaussa jest zadana wzorem
{\displaystyle g(a,p)=\sum _{n=0}^{p-1}e^{2\pi ian^{2}/p}=\sum _{n=0}^{p-1}e_{p}(an^{2}),}
gdzie {\displaystyle e_{p}(x)=e^{2\pi ix/p}.}
Dla {\displaystyle a} niepodzielnych przez {\displaystyle p} (w przeciwnym wypadku suma jest równa {\displaystyle p-1}) równoważnie można ją zapisać jako
{\displaystyle g(a,p)=\sum _{n=0}^{p-1}\left({\frac {n}{p}}\right)e^{2\pi ian/p},}
gdzie {\displaystyle \left({\frac {n}{p}}\right)} jest symbolem Legendre’a.

## Własności
- Do wyznaczenia wartości sum Gaussa wystarczy wyznaczenie {\displaystyle g(1,p)}

{\displaystyle g(a,p)=\left({\frac {a}{p}}\right)g(1,p)}
- Dokładna wartość {\displaystyle g(1,p)} wyliczona przez Gaussa wynosi

{\displaystyle g(1;p)={\begin{cases}{\sqrt {p}}&p\equiv 1\mod 4\\i{\sqrt {p}}&p\equiv 3\mod 4\end{cases}}.}
- Dowód tego, że wartość bezwzględna {\displaystyle g(1,p)} wynosi {\displaystyle {\sqrt {p}}} jest prosty:

{\displaystyle {\begin{aligned}g(1,p)^{2}&=\sum _{m_{1}=1}^{p-1}\sum _{m_{2}=1}^{p-1}\left({\frac {m_{1}m_{2}}{p}}\right)e_{p}(m_{1}+m_{2})\\&=\sum _{m_{1}=1}^{p-1}\sum _{n=1}^{p-1}\left({\frac {n}{p}}\right)e_{p}(m_{1}+m_{1}n)\\&=p\left({\frac {-1}{p}}\right)+\sum _{n=1}^{p-1}\left({\frac {n}{p}}\right)(-1)\\&=p\left({\frac {-1}{p}}\right),\end{aligned}}}
gdyż
{\displaystyle \sum _{m=1}^{p-1}e_{p}(m(n+1))={\begin{cases}p-1&n\equiv -1\mod p\\-1&{\text{w przeciwnym przypadku}}.\end{cases}}.}
- Ogólnie dla dowolnej sumy {\displaystyle S(N)=\sum _{n=0}^{N-1}e^{2\pi in^{2}/N},} gdzie {\displaystyle N} jest liczbą całkowitą, zachodzi

{\displaystyle S(N)={\begin{cases}(1+i){\sqrt {N}}&N\equiv 0\mod 4\\{\sqrt {N}}&N\equiv 1\mod 4\\0&N\equiv 2\mod 4\\i{\sqrt {N}}&N\equiv 3\mod 4\end{cases}}.}